# Cancún
Cancún (pron. [kaŋˈkun]) è una città di 888 797 abitanti situata nello Stato di Quintana Roo, nel Messico meridionale. Rinomata località turistica, sorge nella penisola dello Yucatán e si affaccia sul Mar dei Caraibi. La popolazione residente nel 2010 era di circa 630 000 abitanti, anche se il numero dei presenti in forma temporanea, come spesso avviene in località turistiche, aumenta sensibilmente nei periodi di maggior turismo e nei giorni di vacanza. Nell'ultimo censimento del 2020 la popolazione risulta di 888 797 abitanti, diventando la 13ª città più popolosa del Messico.

## Geografia fisica

### Territorio

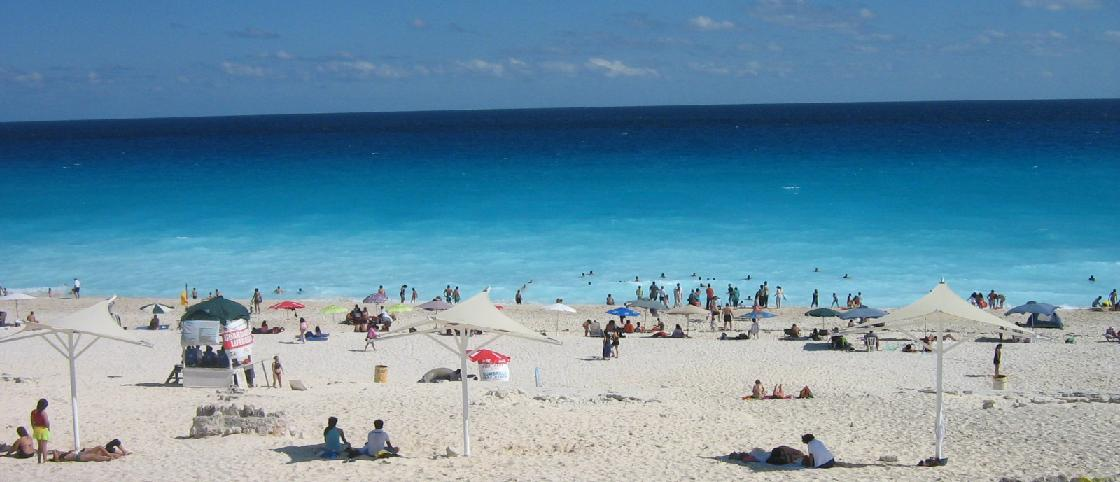
La Playa El Mirador

Si divide in due aree: una situata nella parte continentale, dove c'è la vera e propria città, e l'altra in un'isola lunga 22 km, su cui si estende la zona degli alberghi (zona hotelera). Delimitata a nord dalla Bahia de Mujeres, a est dal Mar dei Caraibi ed a ovest dalla Laguna Nichupte, l'isola di Cancún, a forma di 7, è unita alla terraferma da due ponti: quello sul canale Nichupte, a 4 km dal centro della città, e quello sul canale Nizuc, all'estremo opposto, che unisce la Punta Nizuc alla parte continentale, vicino all'aeroporto ed alla Riviera Maya. Nella città sorgono parecchie sedi decentrate dei principali uffici governativi del Quintana Roo, di cui la capitale è Chetumal, della sede vescovile di Cancún-Chetumal e di 12 consolati.

### Clima
Il clima è caldo violento e molto umido nel periodo estivo, che coincide con il periodo delle piogge, mentre durante l'inverno si ha un clima caldo con poca umidità, con una quasi mancanza di pioggia ed una temperatura media di 25 gradi.

## Origini del nome
La denominazione esatta presentava dei dubbi: in alcune carte geografiche il nome dell'area appariva come Kankun (un solo vocabolo), che in Maya significa "pentola di serpenti" o "nido di serpenti". Però nei primi documenti di Infratur (l'ente incaricato dello sviluppo e della programmazione urbanistica, che oggi si chiama Fonatur), la designazione appare separata in due vocaboli: Kan Kun, e, a volte, Can Cún (forse per influenza spagnola). Cancún, l'attuale denominazione, si deve forse alla comodità fonetica, all'uso o al caso.

## Storia

### Origini
Fino al 1970 Cancún era deserta e poche persone ne conoscevano l'esistenza. Situata nella regione più dimenticata dei Caraibi messicani, era formata da una duna a forma di sette, con alcuni tratti larghi solo 20 m, separata dalla terraferma da due stretti canali che collegavano il mare con un ampio sistema di lagune. Le rive erano coperte da pantani ed in generale circondate da mangrovie, selva vergine e spiagge inesplorate.
Nata come progetto turistico interamente pianificato, col passare di pochissimi decenni si è trasformata in una vera e propria città.

## Monumenti e luoghi d'interesse
La città al suo interno conserva testimonianze del passato Maya, sia nella zona hotelera con le rovine di El Rey, sia nella terraferma con le rovine di El Meco.

## Società
La maggior parte delle strutture alberghiere sono concentrate nel quartiere chiamato zona hotelera, questo in realtà è una stretta lingua di sabbia, oggi completamente edificata, collegata da due ponti alla terraferma. Qui sorge il resto della città, con i quartieri residenziali per la media borghesia ed una immensa periferia che man mano che ci si allontana dal centro presenta caratteristiche sempre più degradate, fino a presentare tipologie di case che si possono tranquillamente definire come capanne.
Da ciò si evidenziano le profonde contraddizioni di questa grande città: da una parte la zona hotelera con monumentali alberghi fino a 20 piani, discoteche all'avanguardia e opulente residenze per la classe alta della città, dall'altra la zona centrale della città (in cui i quartieri sono definiti con numeri che vanno dall'uno al cinquantuno) dove vive la classe medio alta (direttori di alberghi, di banche ecc.) e poi l'enorme periferia destinata alla classe più umile (composta per lo più dai lavoratori degli alberghi: camerieri, cuochi, domestiche, ecc.).
Grazie alla forte immigrazione, sono presenti tutte le minoranze linguistiche del Messico (dalle lingue indigene fino al tedesco antico dei Mennoniti) inoltre sono residenti anche numerose comunità straniere (specialmente americane e canadesi). È presente anche una piccola comunità italiana ma questa è solo un avamposto di quella ben più numerosa presente nel vicino comune di Playa del Carmen. I cancunensi, nome ufficiale degli abitanti di Cancún, hanno adottato molte abitudini degli Stati Uniti e fra queste anche il culto per il mantenimento del corpo. Esistono infatti migliaia di centri di benessere e palestre.

### Evoluzione demografica
Sviluppo demografico della città
| Anno | Popolazione |
| ---- | ----------- |
| 1990 | 167 730     |
| 1995 | 297 183     |
| 2000 | 397 191     |
| 2005 | 526 701     |
| 2010 | 628 306     |
| 2014 | 722 800     |

Sviluppo demografico della regione metropolitana
| Anno | Popolazione |
| ---- | ----------- |
| 1950 |             |
| 1960 |             |
| 1970 |             |
| 1980 | 34 000      |
| 1990 | 192 000     |
| 2000 | 438 000     |
| 2010 | 679 000     |
| 2017 | 857 000     |
| 2020 | 888 797     |

## Cultura

### Università
La città è dotata di una università pubblica e di tre università private frequentate dalla classe medio-alta.

Fra queste risalta la "Università Magna" la quale è l'unica istituzione privata di Cancún di carattere laico.

## Economia

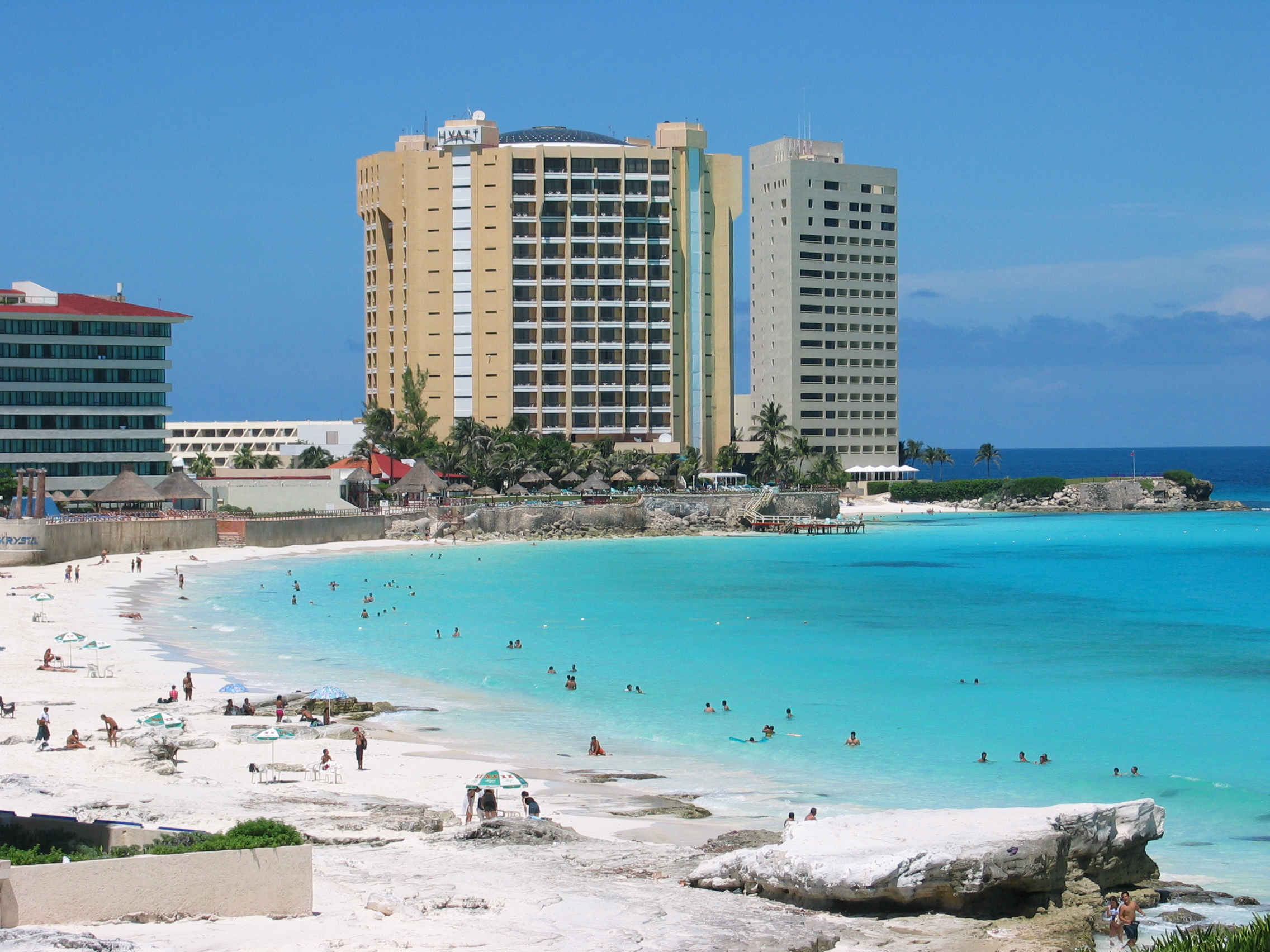
La spiaggia di Cancún

L'economia si basa quasi totalmente sul turismo e sulle attività connesse.
La maggior parte dei turisti proviene dagli Stati Uniti d'America e dal Canada e per tale ragione il prodotto offerto è essenzialmente diretto ad una clientela di lingua inglese.

## Infrastrutture e trasporti
La sofisticata infrastruttura, l'offerta di servizi turistici di alta qualità e la varietà delle sue attrazioni, hanno fatto di Cancún la prima meta turistica dei Caraibi. Visitata ogni anno da oltre 3 milioni di persone, apporta oltre la terza parte degli ingressi turistici del Messico. Cancún è anche il punto di comunicazione con le zone archeologiche della regione, sia del Quintana Roo che del vicino Yucatán.

### Strade
Le principali vie della città sono a quattro corsie ed ogni quartiere del centro presenta sempre un parco centrale dove poter passeggiare o correre. Sono presenti due piste ciclabili: una all'inizio della zona hotelera ed una alla fine della stessa.
Cancún è collegata a Playa Del Carmen da una strada a quattro corsie. Sono molti gli abitanti di Cancún che lavorano nelle strutture alberghiere della riviera Maya (Playa del Carmen) e questo è la causa del grande traffico sulla sopracitata strada.

### Porto Turistico
Nel 2005 sono cominciati i lavori di costruzione di un grande porto turistico, il quale permetterà ai proprietari di barche americane di partire dalla Florida ed ormeggiare in Cancún in una struttura della più alta qualità.

### Aeroporti
La città è servita dall'Aeroporto Internazionale di Cancún che serve anche tutta la zona della Riviera Maya.

### Dintorni
La popolazione locale, soprattutto i fine settimana, si riversa nelle poche spiagge pubbliche (infatti la maggioranza delle spiagge sono di fatto esclusivamente per uso degli ospiti degli alberghi) mancando nei dintorni alternative quali fiumi o montagne o campagne.
Infatti la città è completamente circondata (con la eccezione ovviamente del lato sul mare) da una spessa giungla che si estende senza soluzione di continuità per centinaia di chilometri.

## Sport
Attività sportiva molto praticata in città è il golf; esistono tre campi da golf ed uno in costruzione.

## Amministrazione

### Gemellaggi
Cancún è gemellata con 20 città:
| Città                 | Stato       | gemellata dal | note        |
| --------------------- | ----------- | ------------- | ----------- |
| Antigua               | Guatemala   | 2002          | [ 6 ] [ 7 ] |
| Ceccano               | Italia      |               | [ 8 ]       |
| Granadilla            | Spagna      | 1998          | [ 7 ]       |
| Hangzhou              | Cina        | 2008          |             |
| Mar del Plata         | Argentina   | 1987          | [ 7 ]       |
| Mission               | Stati Uniti | 2009          | [ 7 ]       |
| Oaxaca de Juárez      | Messico     | 1993          | [ 7 ]       |
| Pharr                 | Stati Uniti | 2008          | [ 7 ]       |
| Puebla de los Ángeles | Messico     | 2002          | [ 7 ]       |
| Punta del Este        | Uruguay     | 2014          | [ 7 ]       |
| Querétaro             | Messico     | 2019          |             |
| Sanya                 | Cina        | 2002          |             |
| Taxco de Alarcón      | Messico     | 2009          | [ 7 ]       |
| Tijuana               | Messico     | 2003          | [ 7 ]       |
| Tlaquepaque           | Messico     | 2010          |             |
| Timișoara             | Romania     | 2004          |             |
| Tuxtla Gutiérrez      | Messico     | 2010          |             |
| Valle de Bravo        | Messico     | 2010          | [ 7 ]       |
| Varadero              | Cuba        |               | [ 9 ]       |
| Wichita               | Stati Uniti | 1975          | [ 7 ]       |
| Napoli                | Italia      | 2024          |             |